# 暨彥贇
暨彥贇（？—964年），五代十国时南漢官员。
暨彥贇在乾和年間擔任巨艦指揮使。當時中宗劉晟好奢華，離宮、設宴耗費不菲，赋税收入不能應付開支。因此，劉晟暗中命令暨彥贇與士兵入海，偽裝盜賊搶劫商船，搶得財物充作無名之費。內侍省丞潘崇徹攻克郴州，使暨彥贇戍守該處邊境；他盡力守衛該處，以有谋略聞名。大寶七年（964年），宋朝將領丁德裕圍郴城，他出戰不利，最後郴城被攻陷、他被殺。